# Agnes Knochenhauer
Agnes Knochenhauer (født 5. maj 1989) er en svensk curlingspiller. 
Hun repræsenterede sit land under vinter-OL 2014 i Sochi, hvor hun tog sølv med det svenske hold som reserve. 
Hun tog guld under vinter-OL 2018.
Under vinter-OL 2022 i Beijing, tog hun bronze.